# Kyoung-Ja Choo
Pour les articles homonymes, voir Choo (homonymie).
Kyoung-Ja Choo, en coréen : 추경자, est une astronome sud-coréenne.
Le Centre des planètes mineures la crédite de la découverte de l'astéroïde (94400) Hongdaeyong,, effectuée le 25 septembre 2001, avec la collaboration de Young-Beom Jeon et de Yun-Ho Park.
Elle travaille à l'université nationale Kyungpook.